# Wagner Valencia
Wagner Valencia (n. Esmeraldas, Esmeraldas, Ecuador; 17 de mayo de 1988) es un futbolista ecuatoriano que juega de delantero y su actual equipo es Club Deportivo Meridiano de La Segunda Categoría de Ecuador.

## Clubes
| Club                        | País    | Año         |
| --------------------------- | ------- | ----------- |
| Huracán SC                  | Ecuador | 2005 - 2006 |
| ESPOL                       | Ecuador | 2007        |
| Emelec (Sub-20)             | Ecuador | 2007 - 2009 |
| Municipal                   | Ecuador | 2009        |
| Águilas                     | Ecuador | 2010        |
| Fuerza Amarilla             | Ecuador | 2011        |
| Atlético Audaz              | Ecuador | 2011        |
| Rocafuerte FC               | Ecuador | 2012        |
| U. T. de Cotopaxi           | Ecuador | 2013        |
| Orense                      | Ecuador | 2014        |
| Gualaceo SC                 | Ecuador | 2015        |
| Fuerza Amarilla             | Ecuador | 2016 - 2017 |
| Aucas                       | Ecuador | 2018        |
| Macará                      | Ecuador | 2019        |
| Orense                      | Ecuador | 2019        |
| Fuerza Amarilla             | Ecuador | 2020        |
| Bonita Banana Sporting Club | Ecuador | 2021        |
| Baldor Bermeo Cabrera       | Ecuador | 2022        |
| Club Deportivo Meridiano    | Ecuador | 2023        |

## Palmarés

### Distinciones individuales
| Distinción                        | Año  |
| --------------------------------- | ---- |
| Goleador de la Serie B de Ecuador | 2015 |